# Charles P. Thacker
Pour les articles homonymes, voir Thacker.
Charles Patrick Thacker, dit Chuck Thacker (né à Pasadena (Californie) le 26 février 1943 et mort à Palo Alto (Californie) le 12 juin 2017) est un chercheur en informatique américain qui a contribué à fonder les domaines de l'interface graphique homme-machine, des réseaux de communication et des imprimantes laser.

## Biographie
Charles P. Thacker étudie à l'université de Californie à Berkeley en Californie où il obtient une licence de physique en 1967. L'année suivante, il rejoint le projet Genie de l'université, qui produit un système à temps partagé. Ce projet devient la Berkeley Computer Corporation. En 1970, comme plusieurs anciens membres de la BCC, Thacker rejoint ensuite le PARC, laboratoire d'informatique du centre de recherche de Xerox à Palo Alto. Pendant les années 1970, il contribue à l'invention d'Ethernet et à la réalisation de la première imprimante laser. En 1983, il rejoint Digital Equipment Corporation, où il met au point Firefly, la première station de travail multiprocesseur. En 1997, il devient membre de Microsoft Research et participe à la conception du Tablet PC,.

## Distinctions
Charles P. Thacker est docteur honoris causa de l'École polytechnique fédérale de Zurich.
En 2007, il reçoit la médaille John von Neumann pour son rôle central dans la création de l'ordinateur personnel et dans le développement des systèmes informatiques en réseau.
En 2010, il reçoit le prix Turing pour l'ensemble de son œuvre, en particulier pour la conception et réalisation du Xerox Alto et ses contributions à Ethernet.